# بهترین آهنگ‌ها – فصل اول (آلبوم کلی کلارکسون)
«بهترین آهنگ‌ها - فصل اول» آلبومی از کلی کلارکسون است که در ۱۶ نوامبر ۲۰۱۲ منتشر شد.
این آلبوم در چارت‌های جزو ده آلبوم اول قرار گرفت.